# کاراپت تیراتوریان
کاراپت تادئوسی تیراتوریان (ارمنی: Կարապետ Թադևոսի Տիրատուրյան؛ زاده ۱۵ نوامبر ۱۹۱۱ - درگذشته ۲۶ ژانویهٔ ۱۹۷۵) نقاش اهل ارمنستان بود.

## زندگی‌نامه
وی در ۱۵ نوامبر ۱۹۱۱ در آلکساندراپول در به دنیا آمد و از مدرسه نقاشی گیومری فارغ‌التحصیل گشت. هاکوب کوجویان آموزگار وی بود.  وی همچنین برنده جوایزی همچون نقاش مردمی ارمنستان شوروی (۱۹۶۷) شد. وی در ۲۶ ژانویهٔ ۱۹۷۵ در سن ۶۳ سالگی در ایروان درگذشت.

## نگارخانه

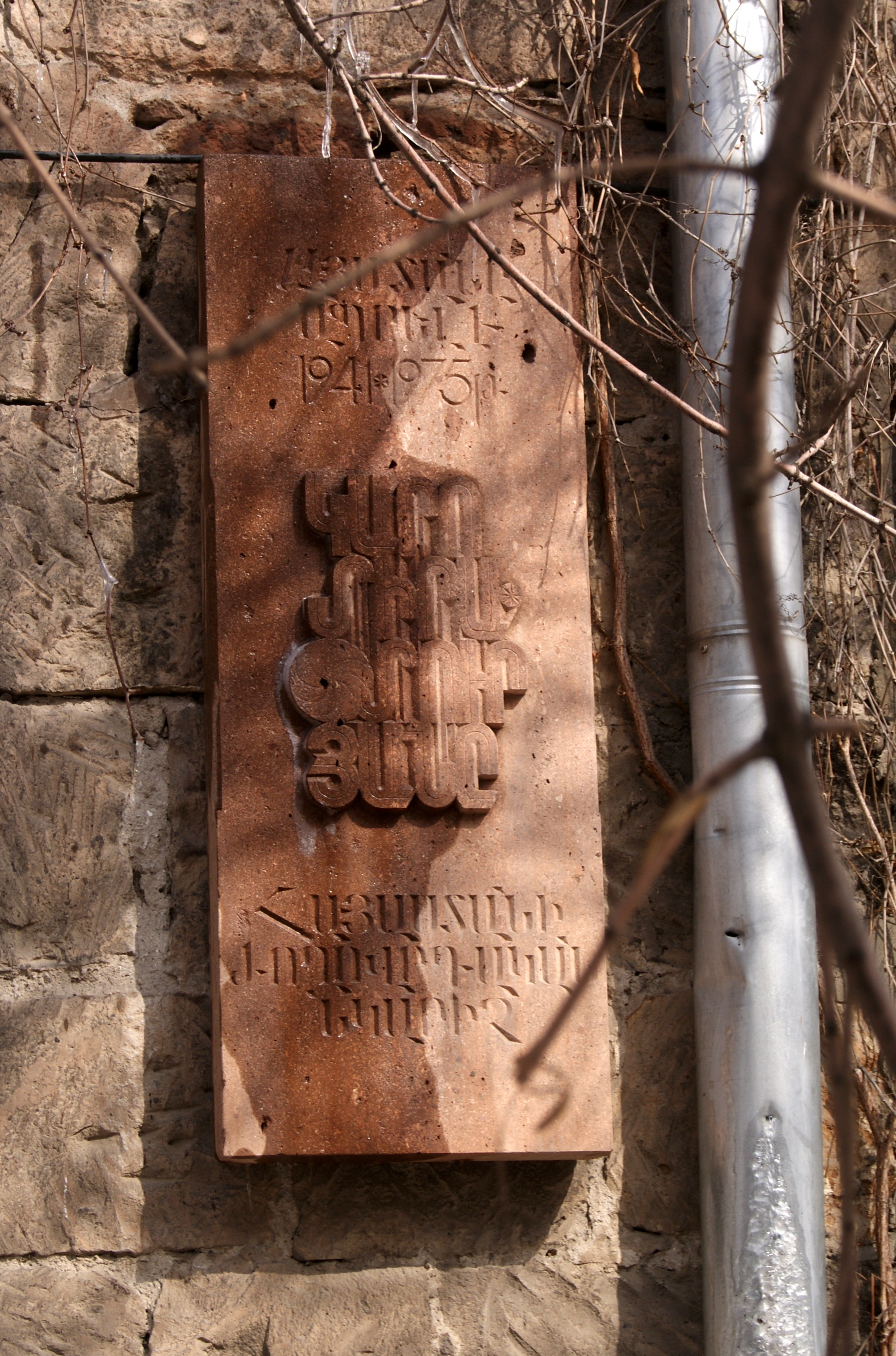